# Lonnie Liston Smith
Lonnie Liston Smith Jr, född 28 december 1940 i Richmond, Virginia, är en amerikansk kompositör och musiker (piano, keyboard).
Smith spelade akustiskt piano med Pharoah Sanders, Rahsaan Roland Kirk, Betty Carter och Gato Barbieri. Han kom under tidigt 1970-tal att spela keyboard ihop med Miles Davis. År 1973 grundade han tillsammans med sin bror, sångaren Donald Smith, gruppen Cosmic Echoes.